# 細川町細川中
細川町細川中（ほそかわちょうほそかわなか）は、兵庫県三木市にある大字。旧・美嚢郡細川村細川中。郵便番号は673-0714。

## 地理

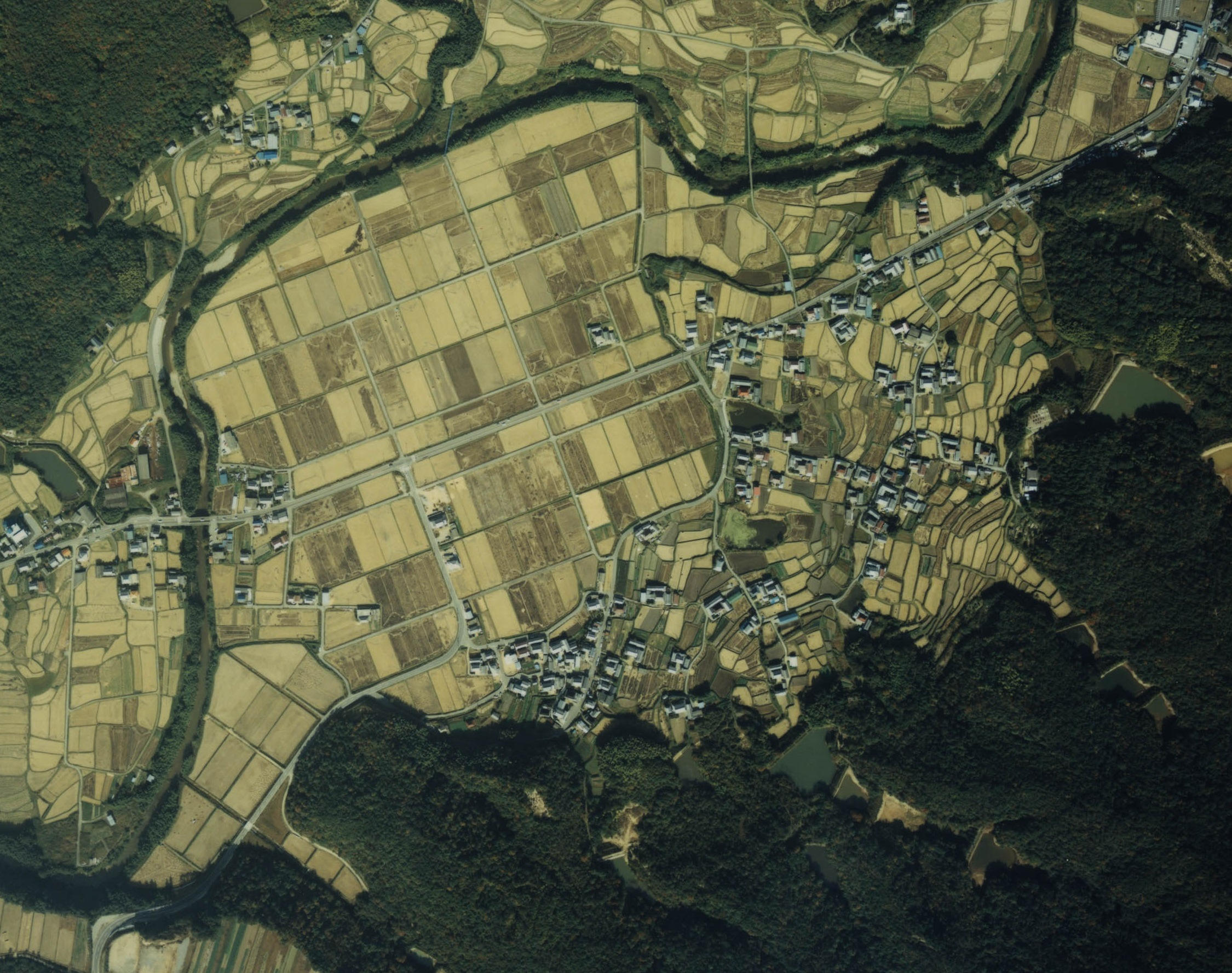
1985年度の細川町細川中

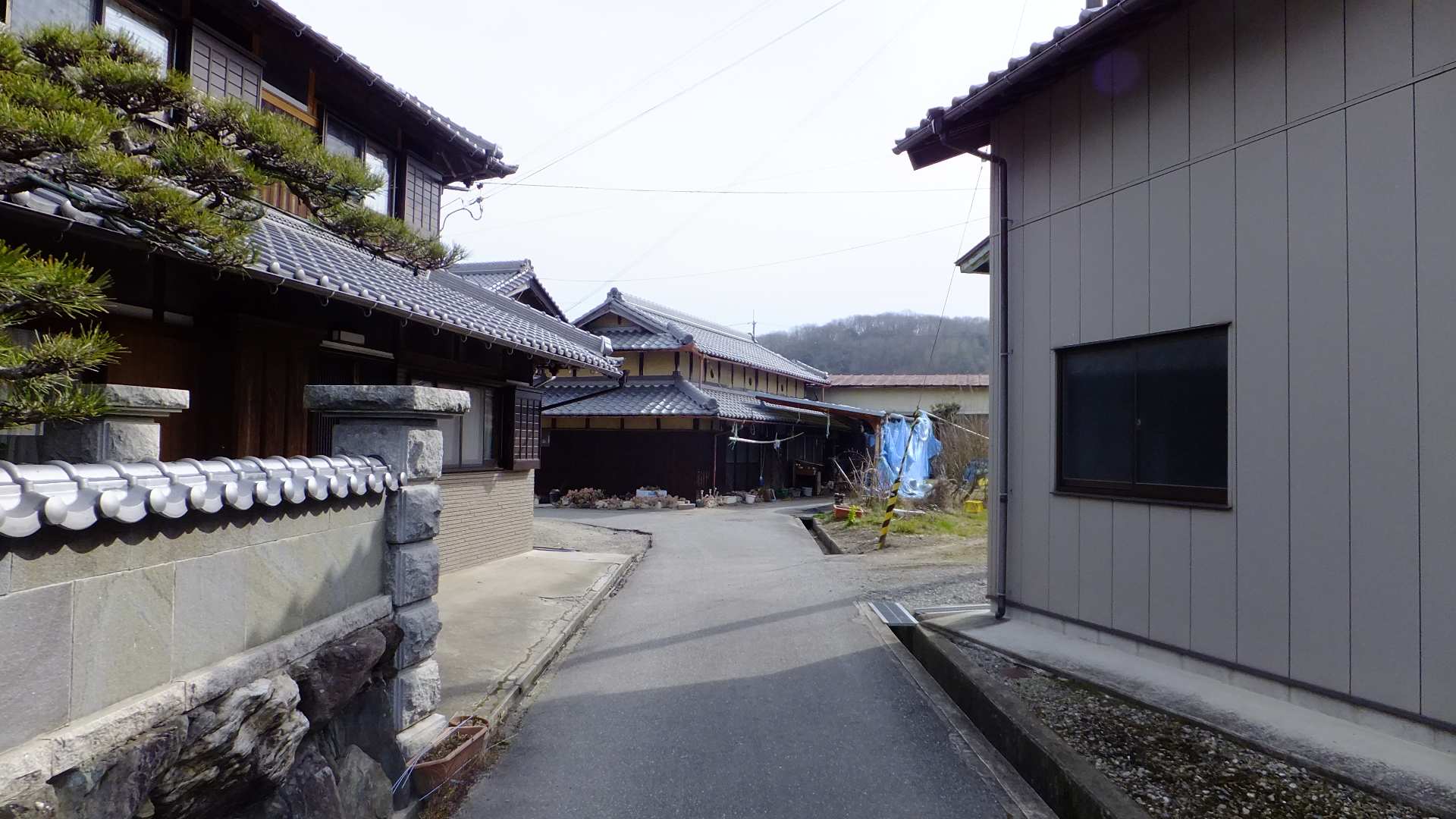
細川町細川中の街並み

- 細川地区の西側に美嚢川の東側に位置し、元々は細川中村と呼ばれ、中村の呼び名が付いた。かつての細川庄の中心地であり、若宮神社・大日神社があり、古くから開かれた土地であり、いろいろな文化の出発点である。現在は南側の平野部に美嚢川の沿岸、兵庫県道513号三木環状線の沿線に住宅地と農地、山間部の麓にため池がある。・北側は兵庫県道20号加古川三田線の沿線に住宅地と農地が広がる。[4][5][6][7]東側は細川町増田・西側は細川町西・南側は志染町安福田、平井・北側は細川町豊地と接する。

## 歴史

### 成立から町村制施行まで
中世は細川庄と呼ばれていた。

### 町村制施行以降
- 1954年6月1日 - 三木市編入に伴い、三木市細川町細川中になる。[8]
- 1989年11月 - チェリーヒルズゴルフクラブが営業開始する。[9]

### 字域の変遷
| 実施前                 | 実施年       | 実施後             |
| ---------------------- | ------------ | ------------------ |
| 美嚢郡細川村大字細川中 | 1954年6月1日 | 三木市細川町細川中 |

## 世帯数と人口
2022年（令和4年）2月28日現在の世帯数と人口は以下の通りである。
| 町丁         | 世帯数  | 人口  |
| ------------ | ------- | ----- |
| 細川町細川中 | 117世帯 | 259人 |

## 小・中学校の学区
市立小・中学校に通う場合、学区は以下の通りとなる。
| 番地 | 小学校             | 中学校             |
| ---- | ------------------ | ------------------ |
| 全域 | 三木市立豊地小学校 | 三木市立星陽中学校 |

## 施設
- チェリーヒルズゴルフクラブ（小字道重）[9]

1987年6月に着工され、1989年11月に営業開始している。
- 極楽寺[6]
- 安養寺[6]
- 若宮神社[5]

天禄年間に創設された。
- 大日神社[4]

1872年に現在の名称に改称された。
- 細川中公民館
- 細川中上公民館

## 交通

### 鉄道
地内には鉄道は走っていない。

### バス
- 神姫バス
- みっきぃバス

### 道路

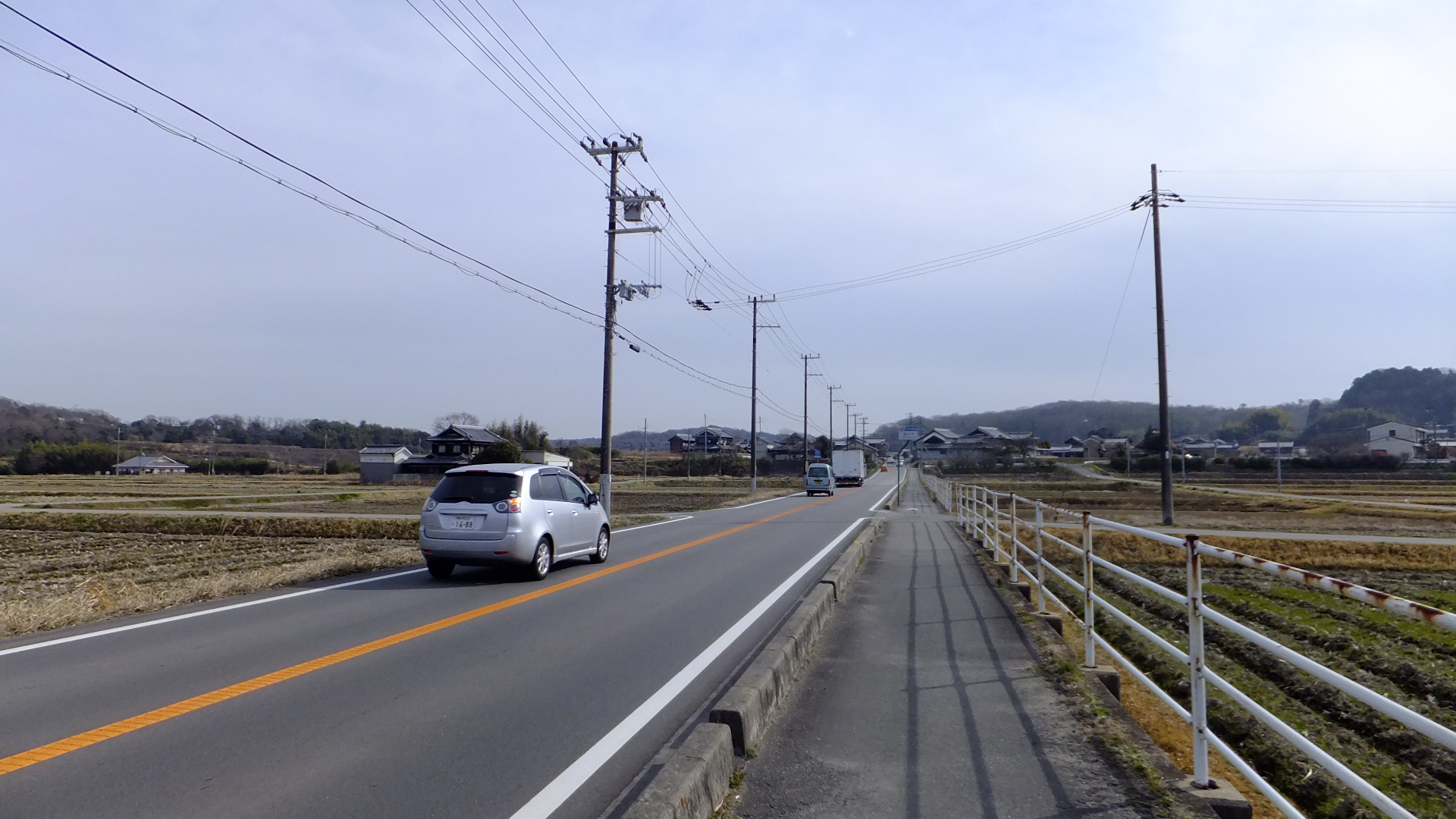
兵庫県道20号加古川三田線
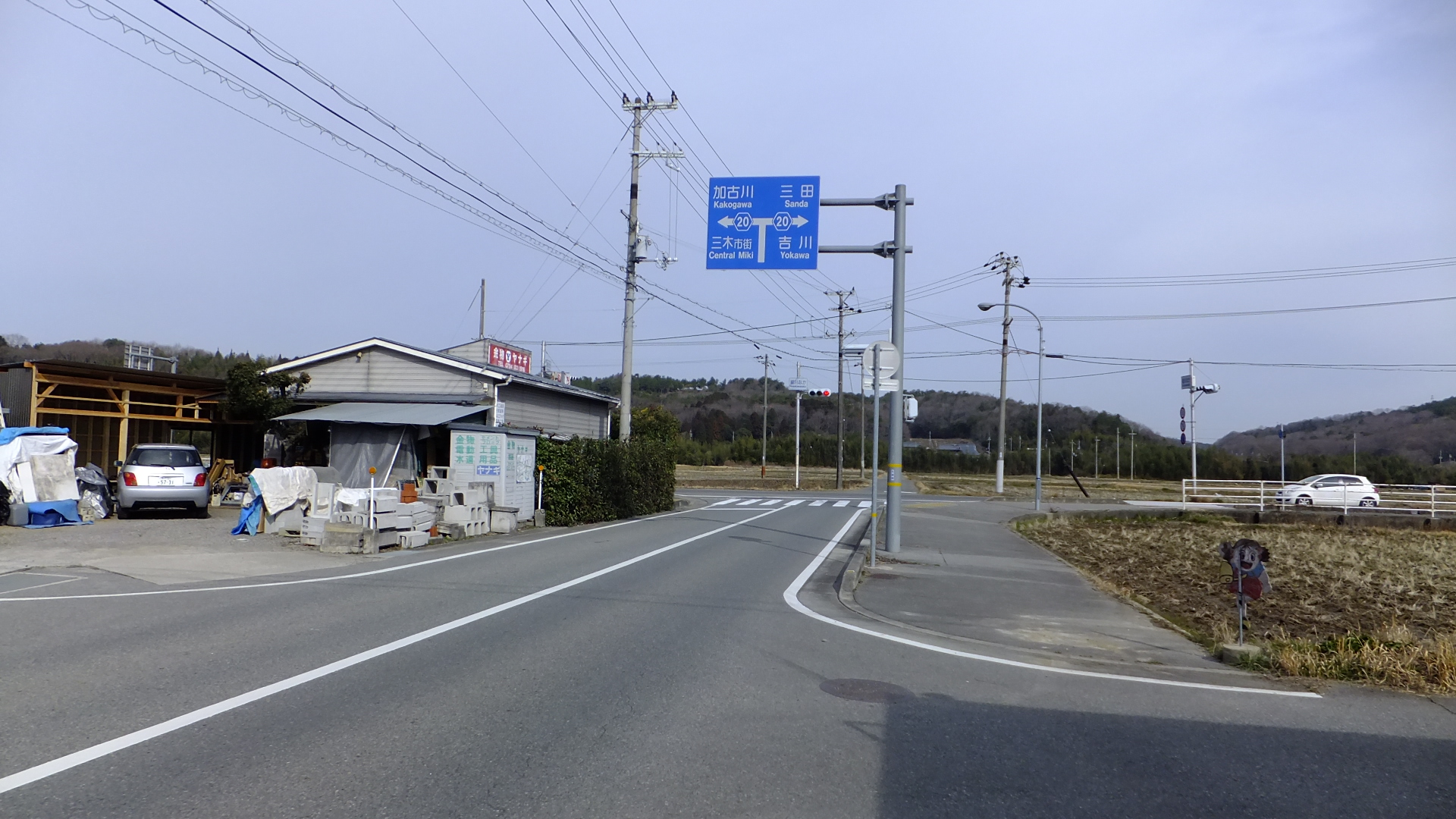
兵庫県道513号三木環状線

- 兵庫県道20号加古川三田線
- 兵庫県道513号三木環状線